# 四国医療福祉専門学校
四国医療福祉専門学校（しこくいりょうふくしせんもんがっこう）は、香川県高松市にある香川県知事認可の専門学校。住所は香川県高松市上之町2丁目12番30号、設置者は学校法人すみれ学園。

## 沿革
- 1999年   4月 - 四国福祉専門学校開校　介護福祉学科開設(80名定員)
- 2003年   4月 - 介護福祉学科40名増員(120名定員)
- 2003年10月 - 新校舎・学生食堂棟完成
- 2004年   4月 - 社会福祉学科開設(40名定員)　医療事務学科開設(40名定員)
- 2008年   4月 - 介護福祉学科定員変更(80名定員)
- 2009年   4月 - 介護福祉学科定員変更(40名定員)
- 2010年   4月 - 臨床工学学科開設(40名定員)　四国医療福祉専門学校に校名変更

## 設置学科

### 介護福祉学科(2年40名男女)
取得資格・取得目標資格
- 介護福祉士（国家資格）
- レクリエーションインストラクター
- 日本赤十字社救急法救急員資格
- 福祉住環境コーディネーター
- Word検定、Excel検定

### 医療事務学科(2年40名男女)
取得資格・取得目標資格
- 診療報酬請求事務能力認定試験
- 医療秘書技能検定試験
- 医師事務作業補助技能認定試験
- 歯科助手資格
- 調剤事務管理士技能認定試験
- 介護事務管理士技能認定試験　等、全17種類

### 臨床工学学科(3年40名男女)
取得資格・取得目標資格
- 臨床工学技士（国家資格）受験資格
- 第１種、第2種ME技術実力検定

専門実践教育訓練給付金制度　対象学科